# Nelly Prince
Nelly Prince, seudónimo de Nelly Isabel Couto (Buenos Aires, 27 de julio de 1925 - Ibidem, 6 de mayo de 2021) fue una actriz, cantante y locutora argentina. Pionera de la televisión argentina —donde también fue directora— Prince desarrolló una trayectoria de más de 70 años, siendo figura de la radio y de Canal 7. Fue parte de Discepoliana, de Norberto Aroldi, y trabajó en aproximadamente 15 películas. Es recordada entre otras cosas por su personaje de "Payaso Rabanito", y también editó el disco de tangos Tarde en 2007.

## Biografía

### Comienzos
Nelly Isabel Couto nació el 27 de julio de 1925, en Buenos Aires, hija de Ángel y Elvira.
Desde su niñez ya comenzó a cantar. Su hermano era pianista, compositor y técnico radial y televisivo; su hermana, profesora de piano; mientras que su madre, de origen español, tenía grandes condiciones musicales al igual que su padre, que tocaba el bandoneón.
Estudió canto con Fanny Day, directora del coro estable de Radio El Mundo, y después con Andrea Berri (alumna de Susana Naidich); teatro con Milagros de la Vega y baile con María Ruanova, Pastora Vega, Mecha Quintana y Beatriz Pagano. Inició su carrera profesional en Radio Belgrano en La Pandilla Marilyn contando solamente con seis años de edad, en 1932.
A los 8 años hizo radioteatro y a los 10 años, en 1936, debutó en teatro con Cumbres borrascosas. En 1940, por Radio El Mundo, comenzó Los Pérez García, auspiciado por “Cremas Dagelle”, en el que se reflejaban los supuestos problemas de una familia de clase media, haciéndose popular el dicho: ¡Tenés más problemas que Los Pérez García!. En 1942 realizó su primera importante aparición cinematográfica en Tú eres la paz, de Gregorio Martínez Sierra, ya que en 1940 había trabajado en cine con Julio Irigoyen. En sus comienzos fue parte del ciclo radial sobre hechos policiales Ronda policial, en Radio Porteña y al lado de Guido Gorgatti. Egresó del Conservatorio Nacional de Arte Dramático y para Argentina Sono Film, en 1954 fue contrafigura de Los Cinco Grandes del Buen Humor en Veraneo en Mar del Plata, con guiones de Máximo Aguirre.

### Consagración
Fue una de las grandes figuras de la televisión argentina casi desde sus comienzos (en el ciclo Telesolfas musicales - 1952) cuando empezó a ser incluida en varios elencos después de su incursión en la reconocida Radio Belgrano, iniciándose en Canal 7 con comedias musicales y luego en Una ventana al mundo, El show de Nélida Lobato, Casino, Show Standar Electric, Hombres de blanco, Ciclo de teatro universal, Tato siempre en domingo, con Tato Bores; Alta Comedia, en Canal 9; entre otras.
Acompañó asiduamente en radio a Pinky, y en TV a Alberto Olmedo y Guillermo Brizuela Méndez, con quien editó un disco con temas infantiles llamado Calesita. Con su coequiper también protagonizó ciclos como Nelly y el Negro, Estamos en el aire y Ahí viene el circo, donde ella era el Payaso Rabanito. En el medio radial integró la compañía de Eva Duarte y Blanca del Prado por Radio Belgrano y la de Nené Cascallar por Radio Splendid. Trabajó con Alberto Migré hasta su muerte y protagonizó un unipersonal en la ya mencionada Belgrano. También fue partícipe de las emisoras Continental, Libertad y El Mundo; y condujo en 1958 Ahí viene el circo, donde se inició Gerardo Samaniego, quien interpretaba al payaso Firulete. 
A su vez, en televisión se lució junto a Osvaldo Pacheco en un teleteatro de Canal 9 y con María Aurelia Bisutti y Rodolfo Salerno en su propia compañía. Interpretó a una azafata americana en la pieza de teatro Boeing Boeing, reemplazando a la vedette y actriz Ámbar La Fox y teniendo como galánes a Osvaldo Miranda y Ernesto Bianco.
Incursionó en teatro en obras como ¡Tal como somos!, Yo llevo un tango en el alma (1945), en el Teatro El Nacional; Como con bronca y junando (1968), de Pedro Asquini o Discepoliana (1966), de Enrique Santos Discépolo.
Con la protagonización de Luis Sandrini y Lolita Torres compuso un breve pero valorable rol en Pimienta (1966), comedia que alternaba géneros como el musical, el drama y el romance con el sello de la productora LB. Además fue parte del elenco secundario de En mi casa mando yo (1968), de Fernando Ayala. De corta carrera cinematográfica tuvo éxito La sonrisa de mamá (1972), con Libertad Lamarque y Palito Ortega, del cual se creó un reconocido tema popular en el "Día de la madre". Un año después, acompañó a Tincho Zabala en ¡Quiero besarlo señor! (1973), exitoso filme protagonizado por Soledad Silveyra. 
Hacia los años 80 cantó en Japón, en la Guardia del Hotel Imperial de Tokio y en el teatro al aire libre de Cesarea, Israel. En un viaje a Rusia, en la embajada argentina interpretó tangos en una fiesta por el 25 de mayo para los argentinos que estaban en Moscú. Además, encabezó ciclos con Jorge Porcel y Juan Carlos Altavista en los años 1980. Sobre los escenarios, compartió cartel en tres oportunidades con Darío Vittori: Atiendo viudas, Casamiento por poder y El padre de la novia.

### Última etapa
Tras un período de inactividad en el cine, realizó publicidades percibiendo importantes retribuciones y adquiriendo mucha popularidad una de las más recordada fue la de la "Sastrería La Mondiale" en 1960 junto a Guillermo Brizuela Méndez . Durante el gobierno de Carlos Menem, con su segundo marido perdió una fábrica de 11 mil metros cuadrados, con 3.800 obreros. También actuó durante dos años en Uruguay, presentando a Ángel Magaña hasta que luego fue contratada por diversos canales y participó en cuatro programas. Tras finalizar los proyectos, su próximo papel destacado lo realizó en ciclos donde compartió cartel con Alberto Olmedo, Marcos Zucker y Nelly Beltrán con dirección de los hermanos Sofovich por Canal 11, donde a su vez se intercalaba música. En la década de 1990 animó un programa de cable, en 1993 condujo su propio programa: Las confidencias de Nelly Prince y de 1995 a 1999, invitada por Luis Cardei, se presentó en el Club del Vino.
Fue partícipe con frecuencia del café-concert con diferentes shows como Así cantan los actores, Tangos y La criollez. En 2005 hizo su anteúltima aparición cinematográfica en Un buda, de Diego Rafecas, y también grabó un disco de tango llamado Tarde (2007), donde figuran las más importantes canciones de su repertorio como Tinta roja y Fuimos. De sus más recientes actuaciones televisivas, se destaca su breve incursión en Los Roldán, por Telefé y Los machos de América, ambas de 2004. Fue parte de Un cortado, por Canal 7, durante las temporadas de 2005 y 2006. También, cantó en el Festival de Cine de Mar del Plata de 2007 y en la provincia de Córdoba.
Entre los premios que recibió se destacan el Martín Fierro a la Mejor Locución y el Martín Fierro a la Mejor Animación; y el premio de la Asociación de Radiodifusoras Privadas Argentinas a la Trayectoria; recibiendo en Uruguay el Ariel a la Mejor Actuación y el Ariel, Medalla de Oro, por Mejor Actuación en Show. De sus últimas actuaciones se destacan su personaje de Lela en Un buda y en la comedia Los machos de América, con duración de 60 minutos a mediados de la década del 2000.
En 2009 participó en el ciclo televisivo Rosa, violeta y celeste, transmitido por Canal 7 (Televisión Pública) al lado de Agustina Cherri, Leonor Benedetto y Carmen Vallejo, contando con excelentes actuaciones y aceptación por parte de la crítica. Actualmente se encuentra rodando La sublevación, con Marilú Marini, y presentándose con su espectáculo musical Aire familiar. En 2010 recibió el premio Pablo Podestá.
En 2013 forma parte del elenco teatral de Póstumos de José María Muscari, junto con los grandes Max Berliner, Hilda Bernard, Gogó Rojo, Luisa Albinoni, Érika Wallner, Edda Díaz, Tito Mendoza y Ricardo Bauleo.
En 2016, formó parte del elenco teatral de: El camino de Alfredo Alcón, junto con: Juan Carlos Puppo, Cristina Banegas, Libertad Leblanc, Mónica Villa y Joaquín Bouzan.
En 2018 reapareció en televisión en la serie La caída emitido por la TV Pública, junto a Juan Leyrado, Claudia Lapacó, Julieta Díaz y Gabriel Corrado.

## Vida privada
Estuvo casada con Oscar Banegas y Luis Valenti; su hija es la actriz Cristina Banegas; su yerno Alberto Fernández de Rosa y su nieta Valentina Fernández de Rosa (1966-2022), era actriz: a su vez le dio dos bisnietos, Martín y Sofía.

## Televisión
- Extraños caminos del amor (1967)
- Los Roldán (2004)
- Los machos de América (2004)
- Un cortado, historias de café (2005-2006)
- Rosa, violeta y celeste (2009)
- Santos y pecadores (2014)
- La caída (2018)
- Encerrados (2018)

## Filmografía
- El prófugo (2019)
- La sublevación (2010)
- Un buda (2005)
- Cama adentro (2004)
- Yo tengo fe (1974)
- ¡Quiero besarlo, Señor! (1973)
- La sonrisa de mamá (1972)
- En mi casa mando yo (1968)
- Pimienta (1966)
- Más pobre que una laucha (1955)
- Veraneo en Mar del Plata (1954)
- Días de odio (1954)
- Asunto terminado (1953)
- La vida de una mujer (1951)
- Un muchacho de Buenos Aires (1944)
- Tú eres la paz (1942)
- El cantor de Buenos Aires (1940)

## Teatro
- 2013: Póstumos, con dirección de José María Muscari, con Érika Wallner, Hilda Bernard, Max Berliner, Gogó Rojo, Ricardo Bauleo, Edda Díaz, Tito Mendoza, Pablo Rinaldi y Luisa Albinoni.
- 1945: La futura presidencia: El pueblo quiere saber de lo que se trata con Margarita Padín, Alberto Castillo, Adolfo Stray, Gogó Andreu, Vicente Forastieri, Ramón Garay, Alberto Dalbés y Antonio De Bassi.

## Discografía
- 1958: "Coronación de los príncipes de Azul-Landia" (Simple) - Junto a Guillermo Brizuela Méndez - DISCOS CALESITA
- 1958: "Nelly Prince y Brizuela Méndez" - Junto a Guillermo Brizuela Méndez - DISCOS CALESITA
- 1960: "Nelly Prince y Brizuela Méndez" - Junto a Guillermo Brizuela Méndez - DISCOS CALESITA
- 1968: "El Festival de los Niños" - Junto a Lucho Navarro, Las Tres Marías, Alberto Closas, Guillermo Brizuela Méndez, Luz Bermejo y Chico Arizona - DISCOS CALESITA
- 1977: "Carrousel de la alegría" (Reedición) - Junto a Las Tres Marías, Alberto Closas, Guillermo Brizuela Méndez, Luz Bermejo y Chico Arizona - DISCOS CALESITA
- 2007: "Tarde" - ACQUA RECORDS

## Premios
- 1959: Martín Fierro a la Mejor Locución
- 1962: Martín Fierro a la Mejor Animación
- 1962: Premio Ariel TV -Uruguay- a la Mejor Actuación Infantil
- 1965: Premio Ariel (Medalla de Oro) a la Mejor Actuación en Show
- 1968: Premio del Festival de Futuro a la Mejor Animación
- 1981: Premio ATC a la Trayectoria
- 1990: Premio de Canal 9, "El 9 de oro", por su actuación en shows
- 1992: Premio de la Fundación APNA a la Trayectoria
- 1995: Premio ARPA de la Asociación de Radio-difusoras Privadas de Argentina a la Trayectoria
- 1995: Premio Lobo de Mar a la Trayectoria
- 1996: Premio Los Mejores a la Trayectoria
- 1996: Premio APNA a la Trayectoria
- 2010: Premio Pablo Podestá